# Rick James
James Ambrose Johnson Jr., (Buffalo (New York), 1 februari 1948 – Los Angeles, 6 augustus 2004), beter bekend onder zijn pseudoniem Rick James, was een Amerikaans zanger, musicus, liedschrijver en platenproducent. Hij is vooral bekend om zijn superhit Super Freak.

## Loopbaan

### Jaren 60
James ging op vijftienjarige leeftijd in dienst bij de Amerikaanse Naval Reserve, maar deserteerde al vroeg en trok naar Toronto (Canada); daar speelde hij in de groep The Mynah Birds met onder andere Neil Young. Daar nam hij ook de artiestennaam Rick James aan. De groep nam in 1966 twee liedjes op voor het platenlabel Motown, It's My Time en Go On and Cry, die pas veertig jaar later werden uitgegeven. James werd namelijk gearresteerd voor het deserteren en de groep ging uit elkaar. Een paar jaar later kwam Rick James opnieuw onder contract bij Motown als songschrijver, producent en artiest.

### Jaren 70 en 80
In 1977 vormde hij een eigen band, The Stone City Band en in 1978 bracht hij een eerste plaat uit onder zijn eigen naam, Come Get It!, waaruit het nummer You and I nummer één werd op de Amerikaanse R&B-hitlijst. Zijn stijl was een mengeling van rock en funk (ook wel "funk 'n' roll" of "punk funk" genoemd). Een andere nummer één-hit was Give It to Me Baby uit 1981, dat net zoals zijn grootste internationale hit Super Freak afkomstig was van het album Street Songs. Beide nummers werden gesampled door de rapper MC Hammer op, respectievelijk Let's Get This Started en U Can't Touch This dat in 1990 een grote hit werd; voor deze samenwerking kreeg James zijn enige Grammy Award.
In 1983 scoorde James met Cold Blooded (zijn derde nummer één R&B-hit) en Ebony Eyes, een duet met Smokey Robinson, die twee jaar later te horen was als achtergrondzanger op Glow.
In deze periode produceerde hij ook opnamen van The Temptations (die op Super Freak meezongen), de Mary Jane Girls, Teena Marie en Eddie Murphy.
In 1988 had James zijn laatste grote hit met Loosey's Rap. Zijn losbandige levensstijl (hij sliep naar eigen zeggen met "duizenden" vrouwen), drugs en contractuele problemen eisten echter hun tol en hij belandde in 1993 in de gevangenis.

### Jaren 90 en 00
In 1997 pakte James de draad weer op; hij trouwde met de 27-jarige danseres Tanya Hijazi en bracht een nieuwe plaat "Urban Rapsody" uit, waaraan onder meer Snoop Doggy Dogg en Bobby Womack meewerkten.
Rick James stierf op 6 augustus 2004 aan een hartaanval. Zijn graf ligt op Forest Lawn Cemetery in Buffalo.

## Trivia
- Rick James speelde een gastrol in een aflevering van The A-Team, "The Heart of Rock N' Roll", (seizoen 4, aflevering 68, uitgezonden in de VS en Canada op 5 november 1985) waarin hij zichzelf speelde en optrad in een gevangenis. Ook Isaac Hayes speelde in deze aflevering een gastrol.

## Discografie (albums)
- 1978: Come Get It!
- 1979: Bustin' Out of L Seven
- 1979: Fire It Up
- 1980: Garden of Love'
- 1981: Street Songs'
- 1982: Throwin' Down
- 1983: Cold Blooded
- 1984: Reflections (een "greatest hits" album)
- 1985: Glow
- 1986: The Flag
- 1988: Wonderful
- 1989: Kickin' (uitgebracht in Groot-Brittannië)
- 1997: Urban Rapsody
- 2002: Anthology

## Hitlijsten
| Single met eventuele hitnotering(en) in de Nederlandse Top 40 | Datum van verschijnen | Datum van binnenkomst | Hoogste positie | Aantal weken | Opmerkingen        |
| ------------------------------------------------------------- | --------------------- | --------------------- | --------------- | ------------ | ------------------ |
| You And I                                                     | 1978                  |                       | tip21           |              |                    |
| Super Freak                                                   | 1981                  | 03-10-1981            | 2               | 11           |                    |
| Dance Wit' Me                                                 | 1982                  |                       | tip13           |              |                    |
| Glow                                                          | 1985                  | 31-08-1985            | 6               | 12           |                    |
| Loosey's Rap                                                  | 1988                  | 06-08-1988            | 30              | 4            | met Roxanne Shante |

## NPO Radio 2 Top 2000
Van Rick James stond alleen Super Freak in 1999 in de NPO Radio 2 Top 2000, op plek 1587.
- Biblioteca Nacional de España: XX844910
- Bibliothèque nationale de France: cb13895564n (data)
- Gemeinsame Normdatei: 134416287
- Library of Congress Control Number: n92019877
- MusicBrainz: cba9cec2-be8d-41bd-91b4-a1cd7de39b0c
- Nationale Bibliotheek van Tsjechië: js20051205007
- Nederlandse Thesaurus van Auteursnamen: 098153730
- SNAC: w60k3dg2
- Virtual International Authority File: 119106131
- WorldCat: E39PBJqkbj4WFMVpDWtdJwJFKd